# Square Louise-Michel (Paris)
Der Square Louise-Michel ist eine Grünanlage rund um den Aufstieg zur Sacré-Cœur im 18. Arrondissement von Paris.

## Lage
Der Aufstieg zur Sacré-Cœur beginnt am Place Saint-Pierre. Zwei gebogene Rampen führen zu einer Terrasse mit Balustrade. Von hier gehen Treppen oder zwei gebogene Wege zur nächsten Terrasse mit einem monumentalen Brunnen von Paul Gasq. Jetzt beginnt der eigentliche Aufstieg über zwei lange Treppen.

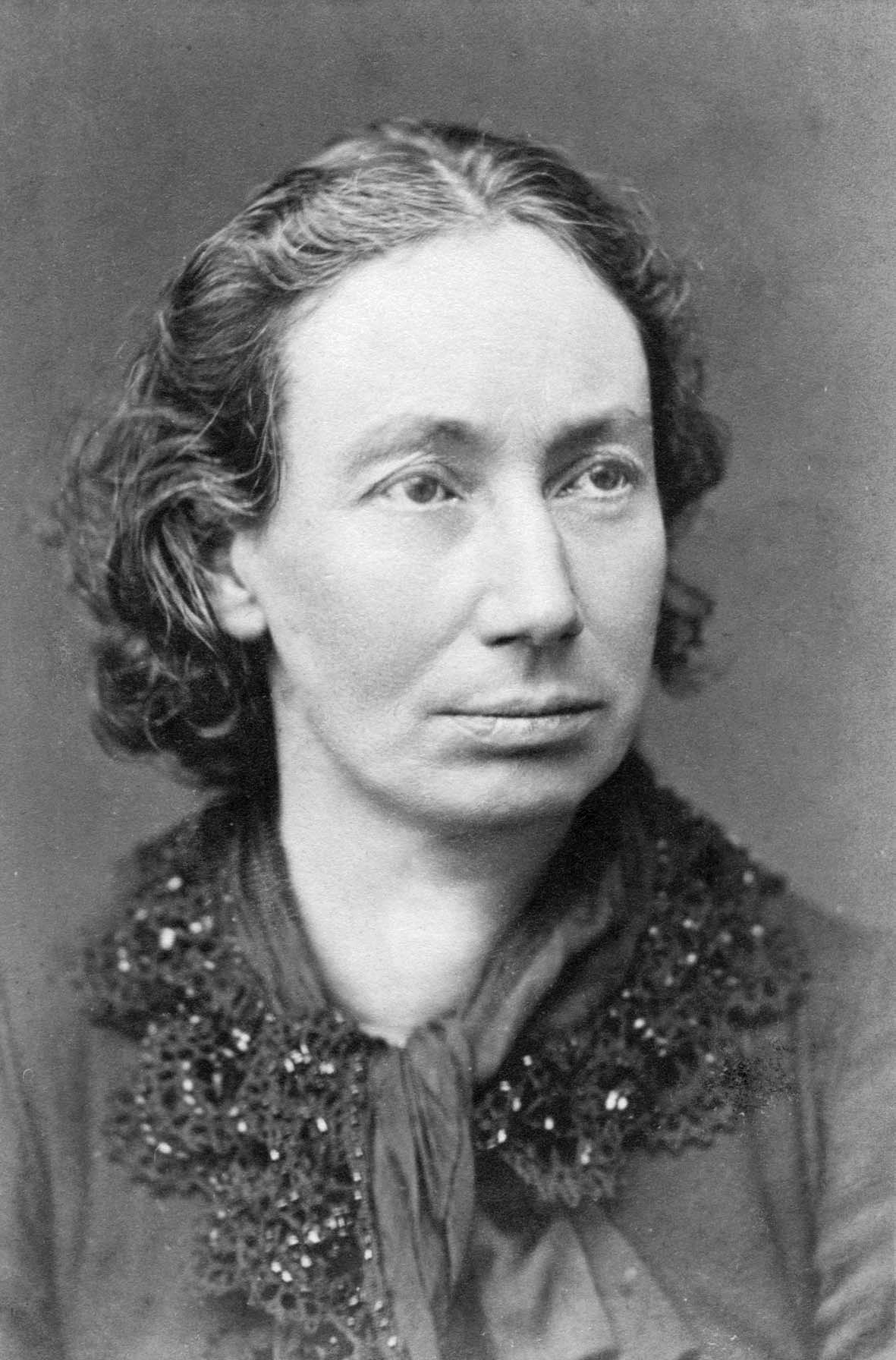
Louise Michel

## Namensursprung
Der Name der Grünanlage bezieht sich auf Louise Michel (1830–1905), einer wichtigen Vertreterin der Pariser Kommune von 1871.

## Geschichte
Der Untergrund des Hügels Montmartre wurde seit der gallo-romanischen Zeit ausgebeutet: In dem Steinbruch wurde das Material abgebaut, das für die Pariser Bauwerke gebraucht wurde.
Ein erster Square Saint-Pierre wurde am 3. April 1877 eröffnet.
Nach Problemen mit Erdrutschen und Einbrüchen begann Jean-Charles Alphand ab 1889 an dieser Stelle einen neuen Platz zu schaffen – gedacht ab 1874 – bestehend aus Wegen, die den Hügel zwischen Felsen und Wäldern hinauf laufen. Als Alphand 1891, wurde das Projekt von Paul Abadie weiter verfolgt und 1894 der östliche Teil an der Seite zur Rue Ronsard im Stil Parc des Buttes-Chaumont mit Kaskaden, Felsformationen, Treppen, Wege, Baumpflanzungen… fertiggestellt.
Um 1900 begann Jean Camille Formigé den Ort umzugestalten: neue Stützmauern, Wegfall einiger Plätze, jedoch Beibehaltung des Konzepts von Alphand und Abadie. Diese Arbeiten waren erst nach 30 Jahren beendet, wegen der Unterbrechung durch den Ersten Weltkrieg.
1927 wurde der noch einmal umgestaltete Platz endlich eingeweiht und erhielt den Namen «Square Willette» nach Adolphe Willette, Maler, Illustrator, Plakatist, Lithograph und Karikaturist; die Anlage am Fuß der Basilika umfasst 23 737 m². Der Hügel mit der Basilika erlaubte es dem Architekten, einen Garten um die Treppenanlage zu schaffen, die dann vom Place Saint-Pierre zur Sacré Cœur führte.
An der Westseite führt der Funiculaire de Montmartre nach oben.
Nach einer eingehenden Beratung des Pariser Stadtrats wurde beschlossen, die Erinnerung an die Tausenden von Toten und Exilierten während und nach den Kämpfen in der Pariser Kommune wiederaufleben zu lassen und den für sein antisemitisches Engagement bekannten Karikaturist Alfred Willette im öffentlichen Raum nicht mehr zu verherrlichen; somit  wird der Square Willette am 28. Februar 2004 zum «Square Louise-Michel».

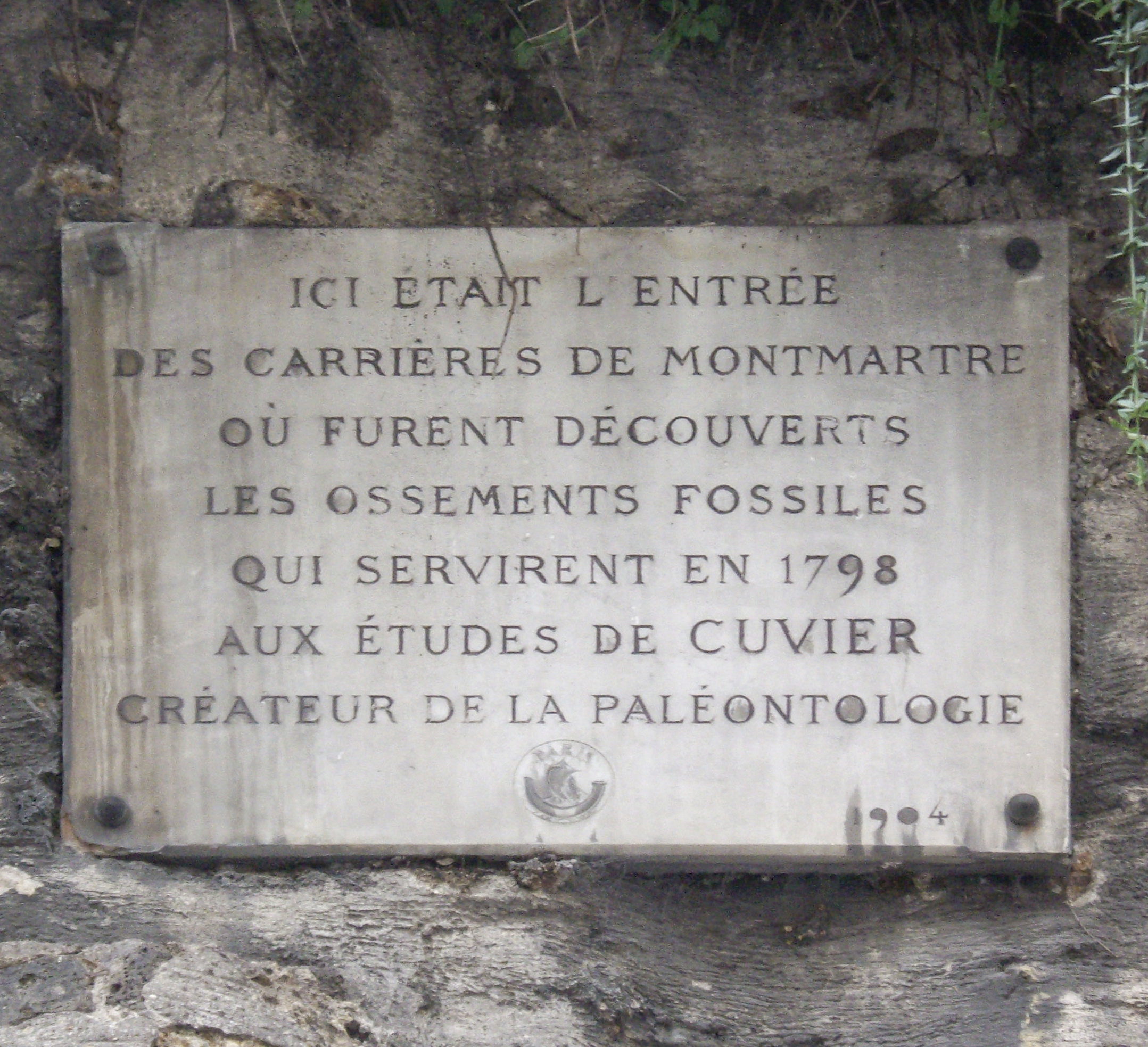
Erinnerungstafel an der Stelle, an der ein Eingang zu den Steinbrüchen war.
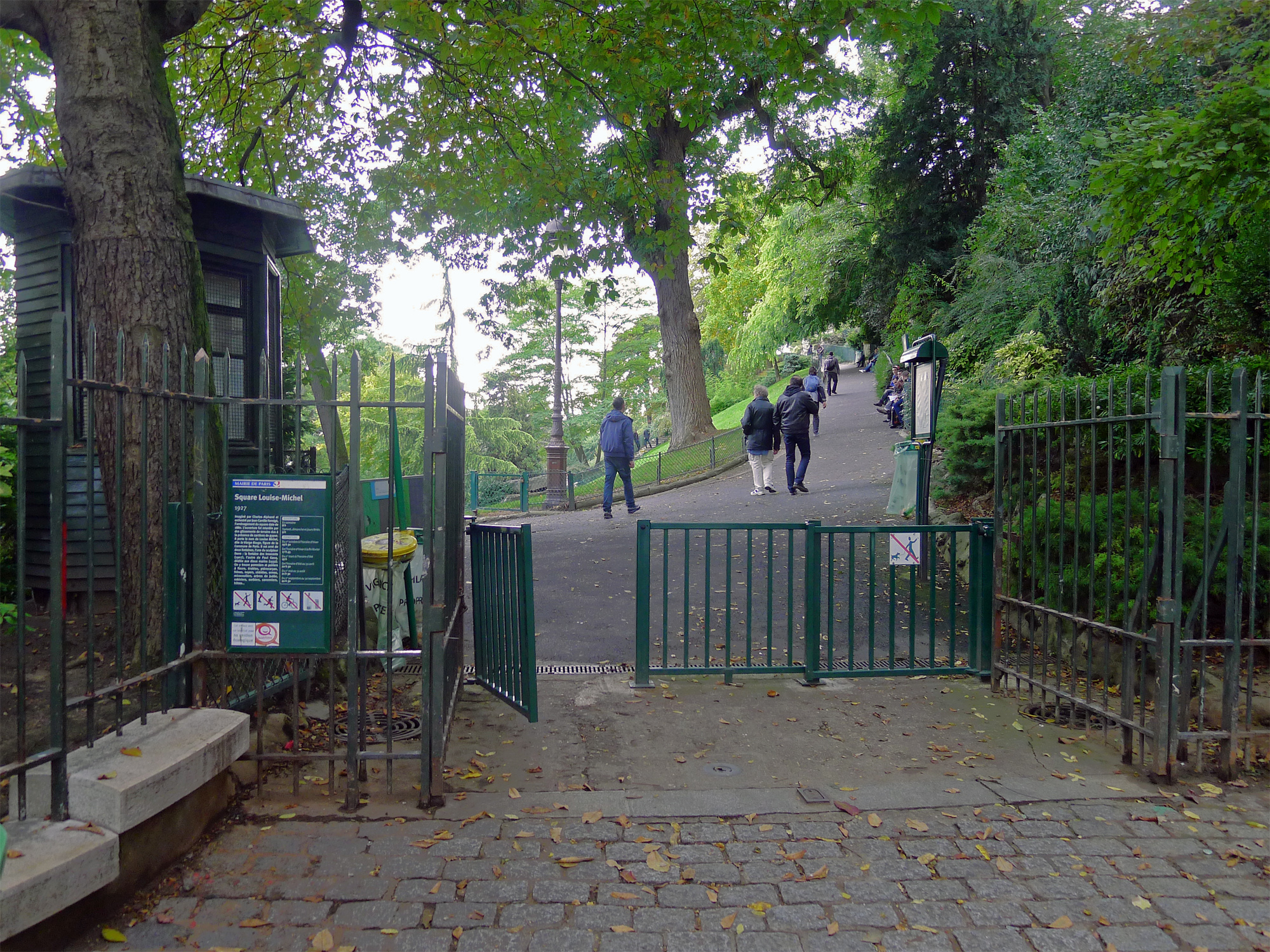
Eingang bei der Rue Paul Albert
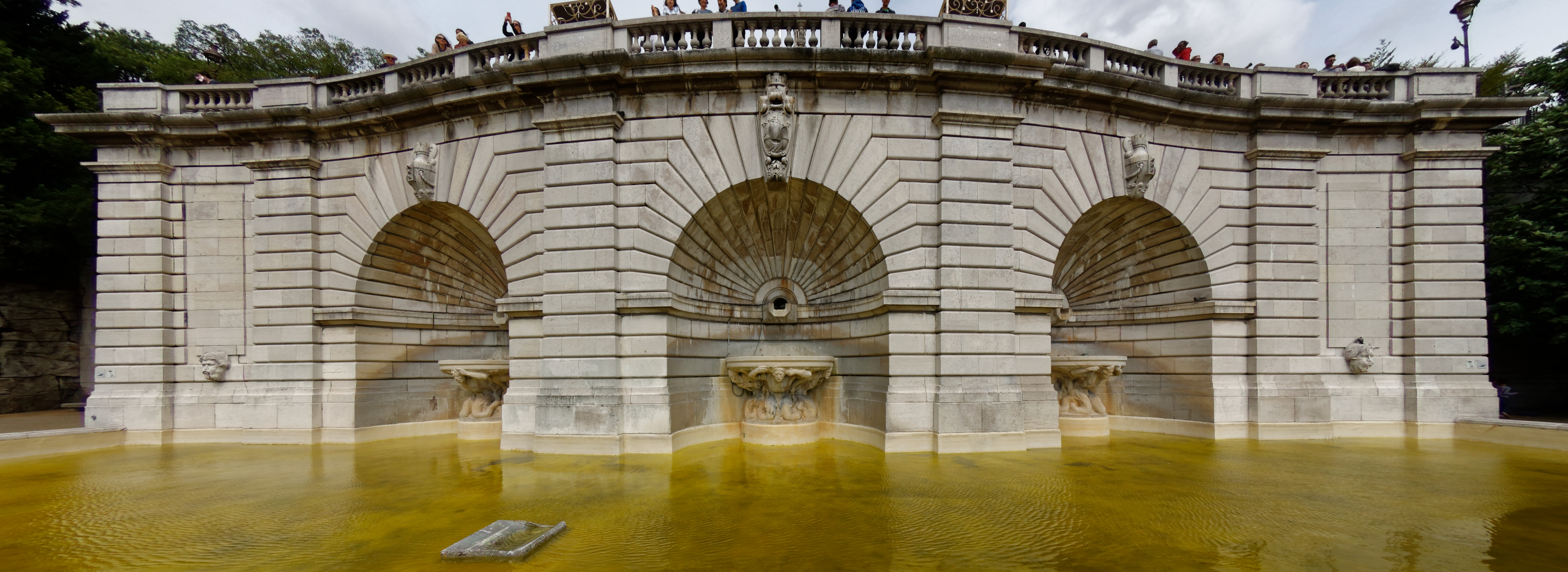
Brunnenanlage von Paul Gasq
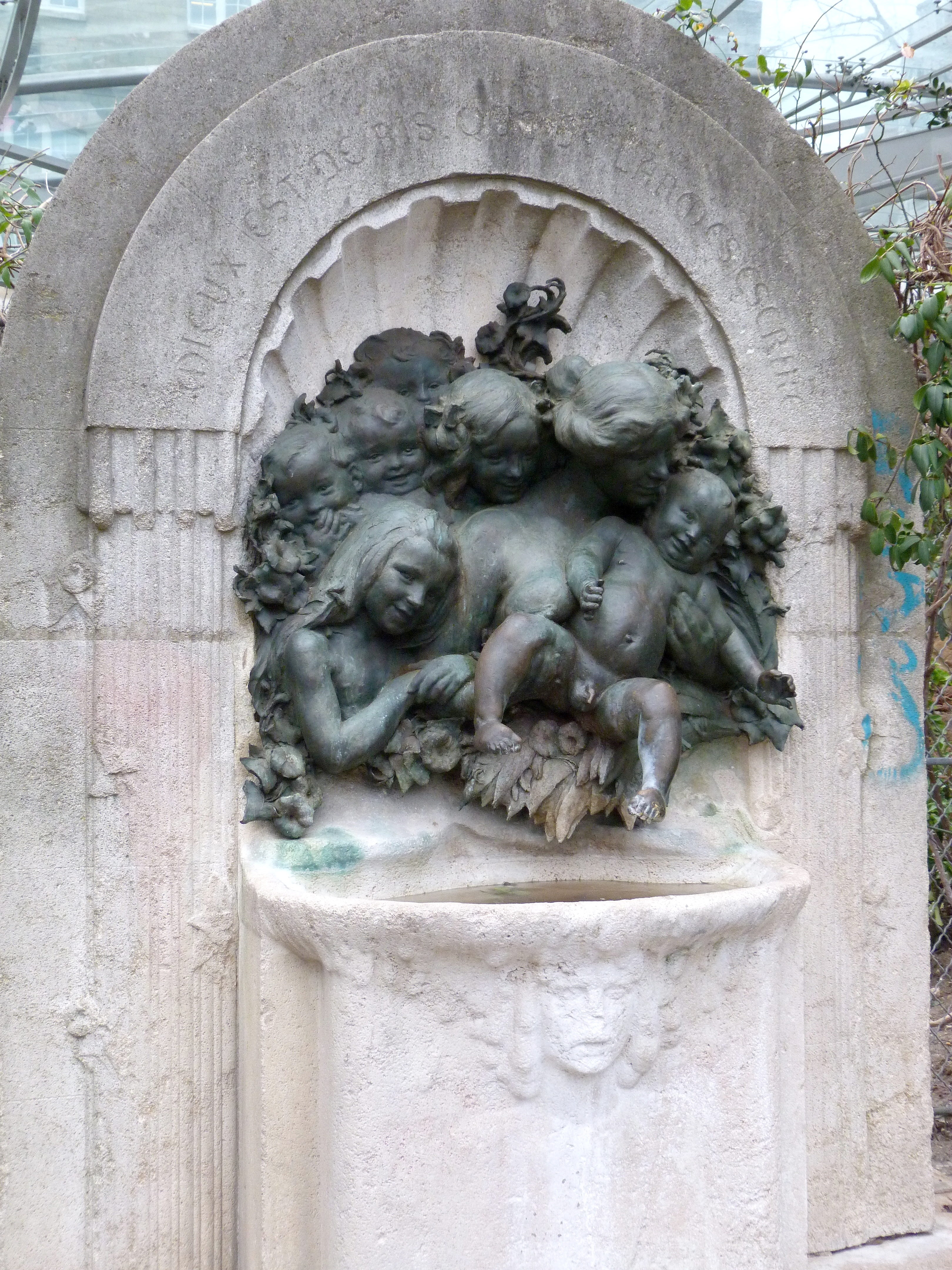
Brunnen der „Unschuldigen“ von Émile Derré

## Sehenswürdigkeiten
- Die große Brunnenanlage von Paul Gasq im neoklassizistischen Stil (1932)[1]
- Der Brunnen der „Unschuldigen“ aus Stein und Bronze von Émile Derré (1906).
- Baumdenkmale
  - Rosskastanie, 20 m hoch und 3,30 m Umfang von 1902
  - Kaukasische Flügelnuss, 20 m hoch und 3,60 m Umfang von 1899
  - Amerikanische Gleditschie, 3 m Umfang von 1914
  - und viele mehr: Araukarien, Feige, Granatapfel, Ginkgo, Magnolie

Parkeindrücke von damals und heute
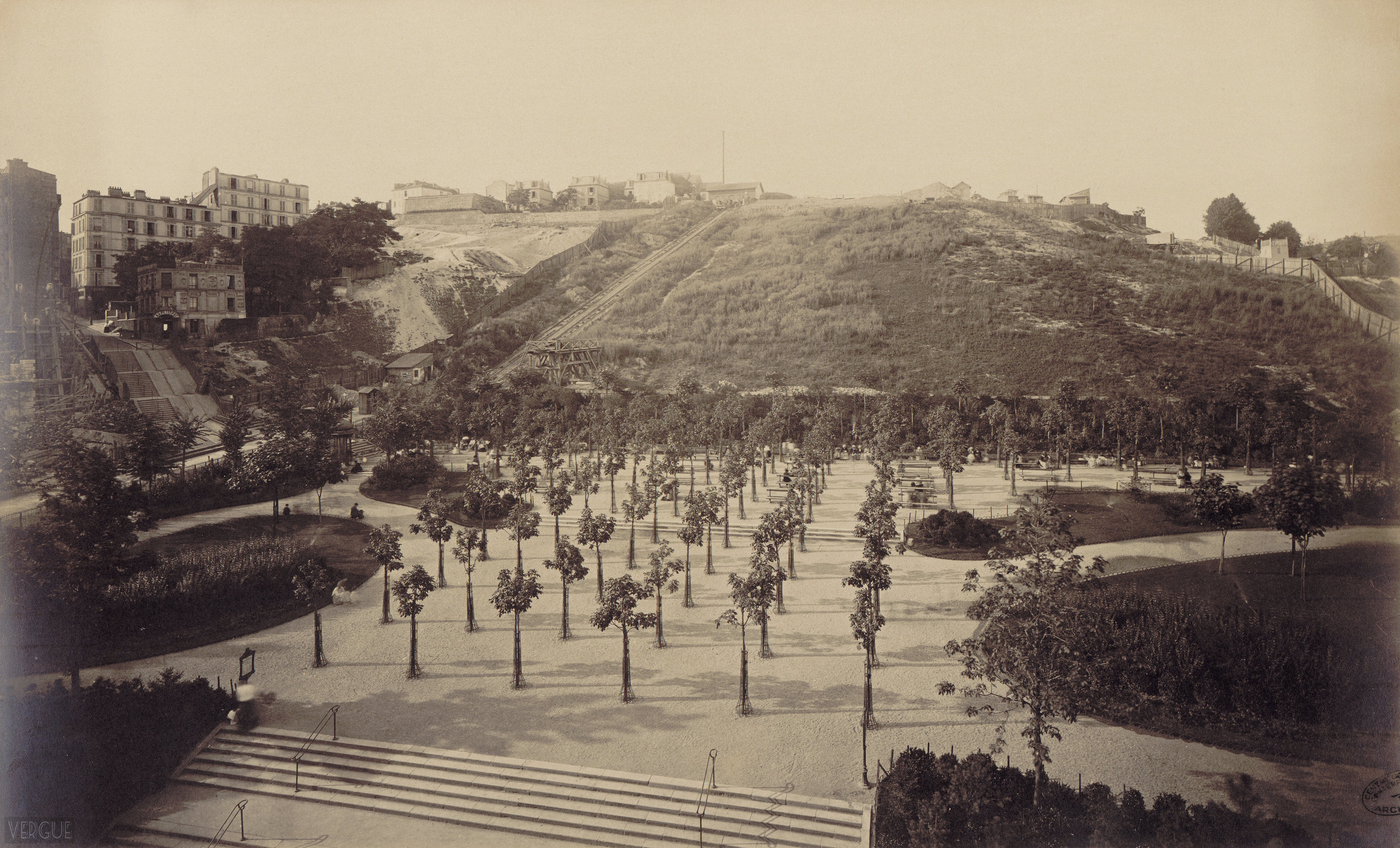
Der Hügel Sacré-Cœur im Jahr 1877
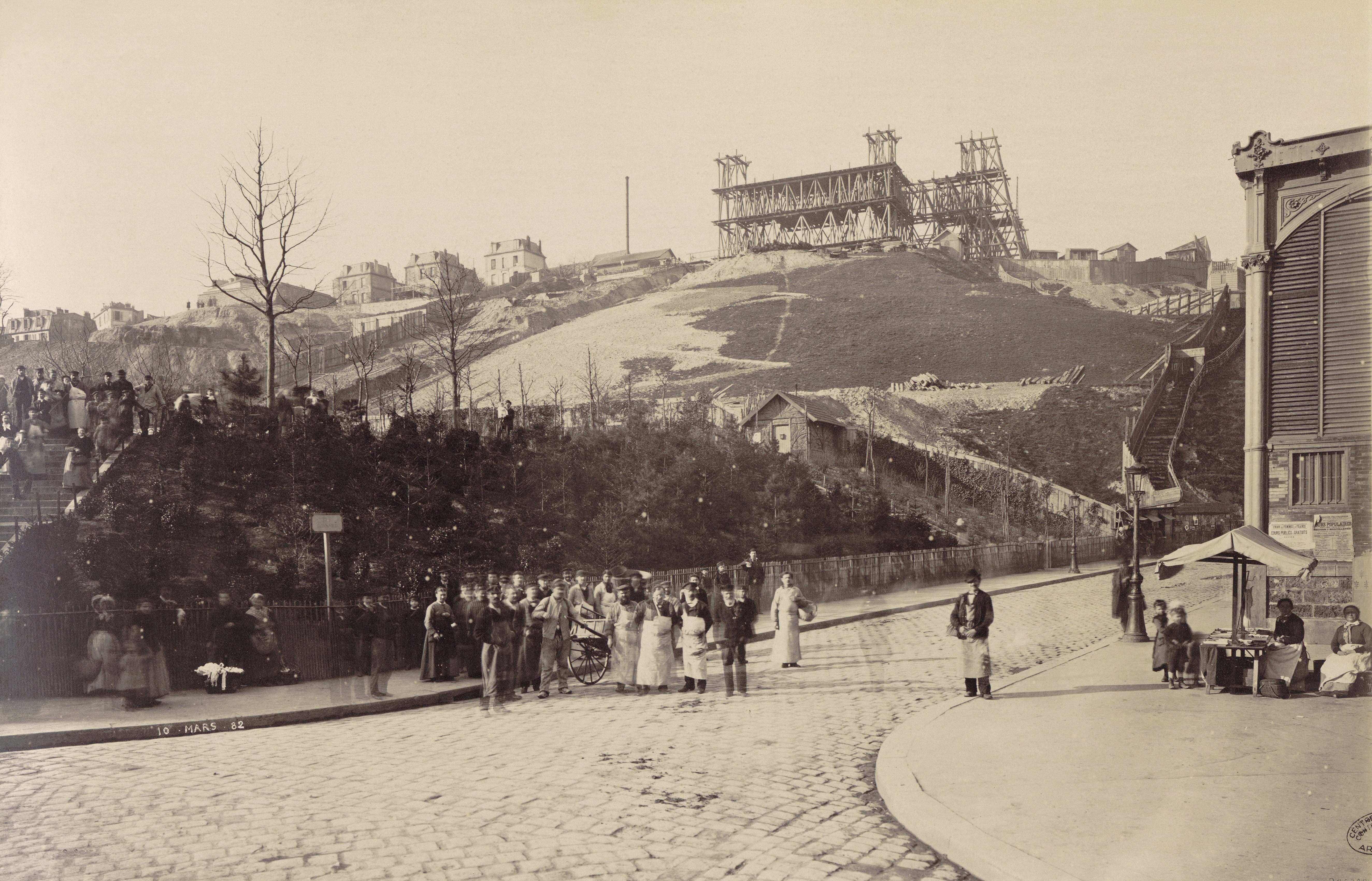
Eine Bauphase 1882
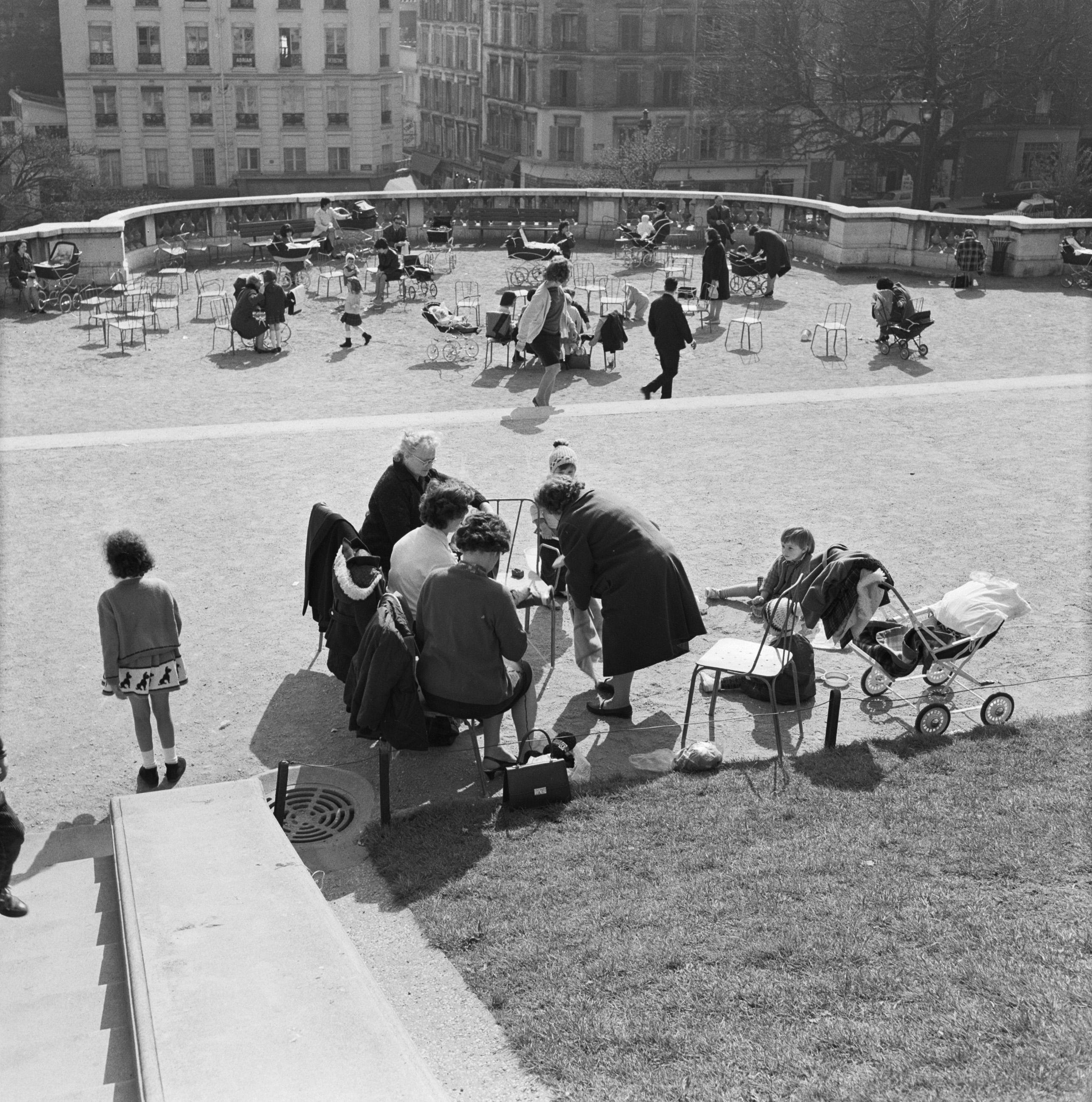
Familientreff auf einer der Terrassen 1965
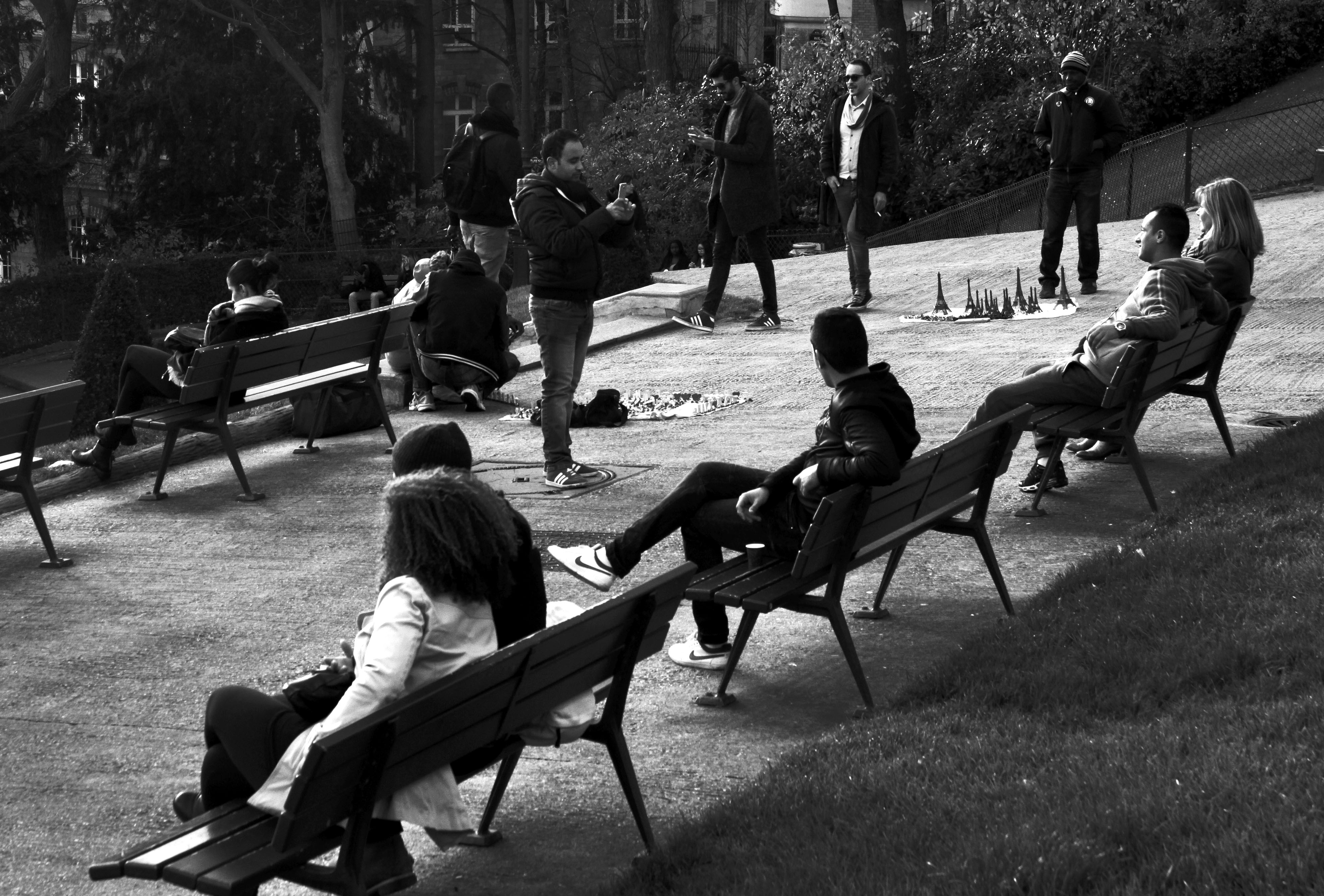
Bänke und Souvenirverkäufer 2015
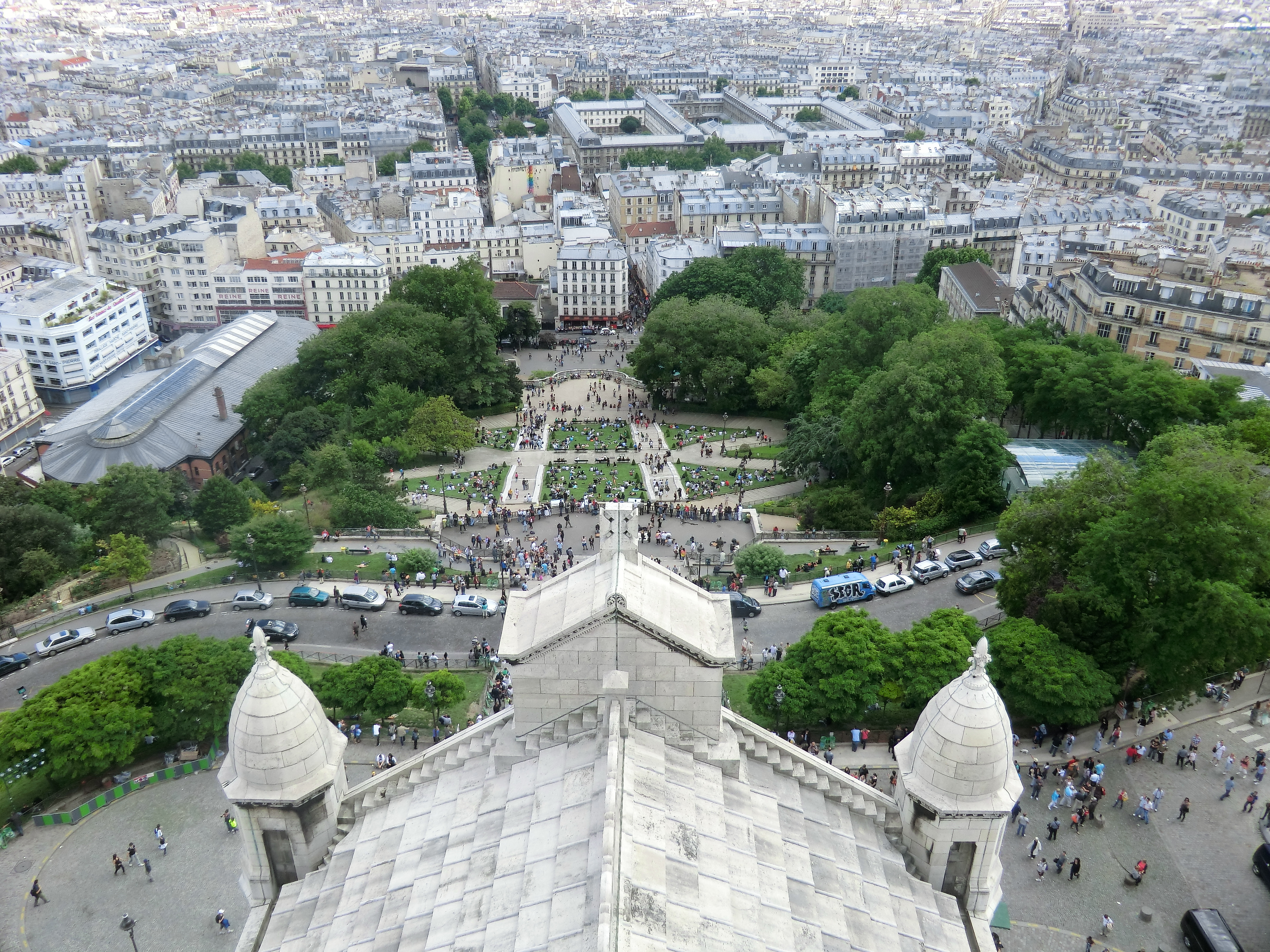
Sicht von der Basilika
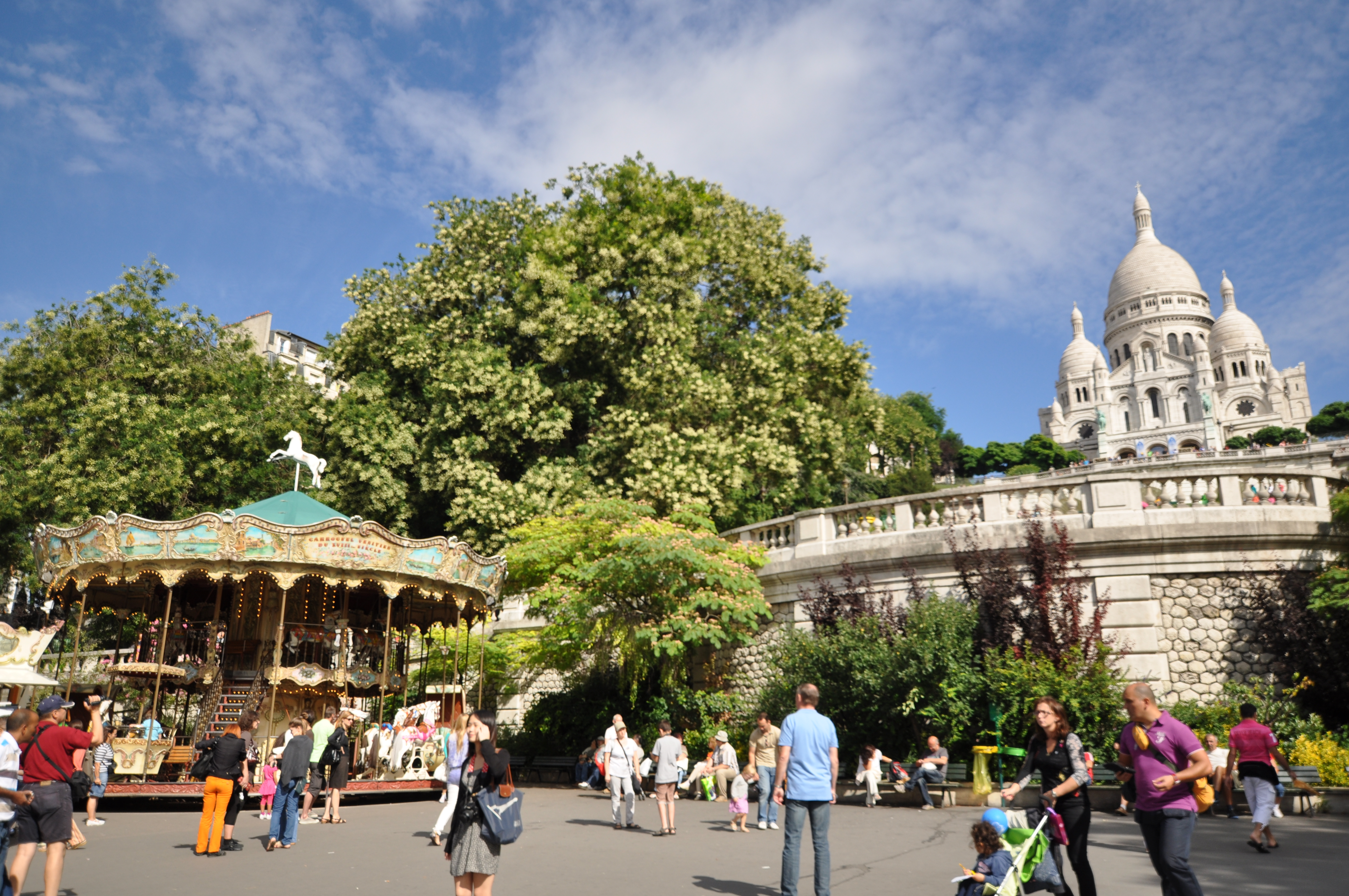
Karussell
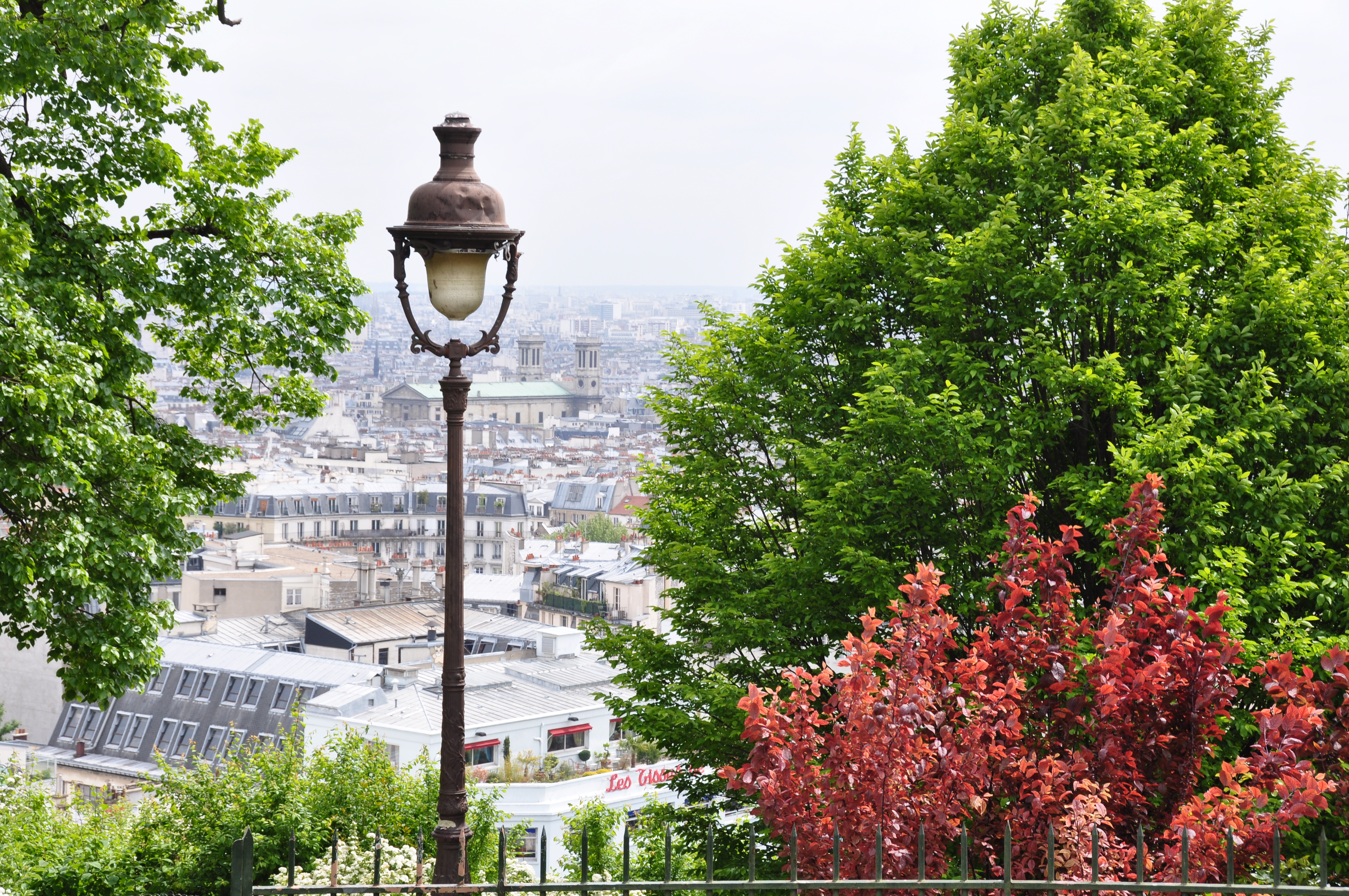
Sicht auf Paris
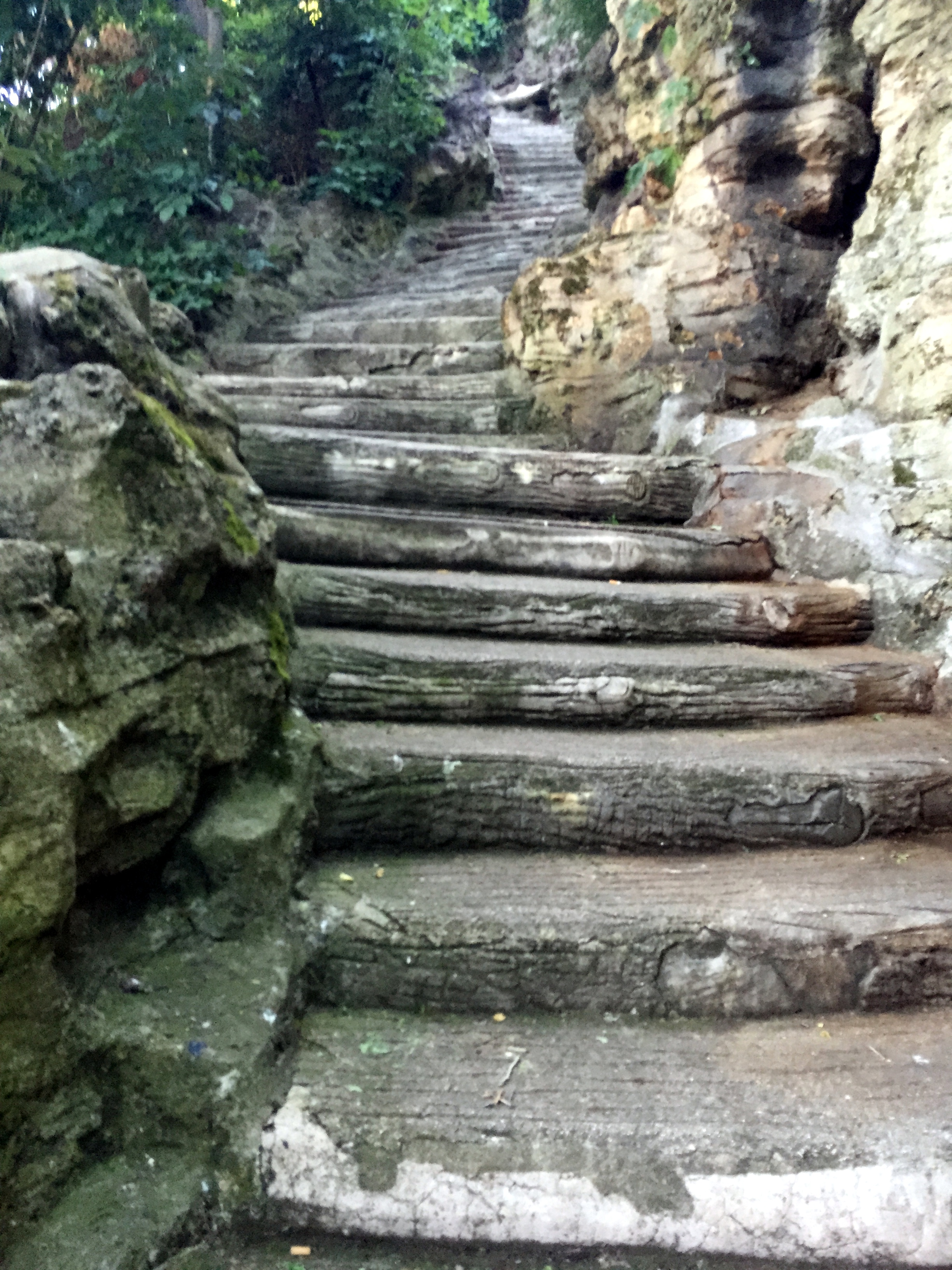
Seitentreppe
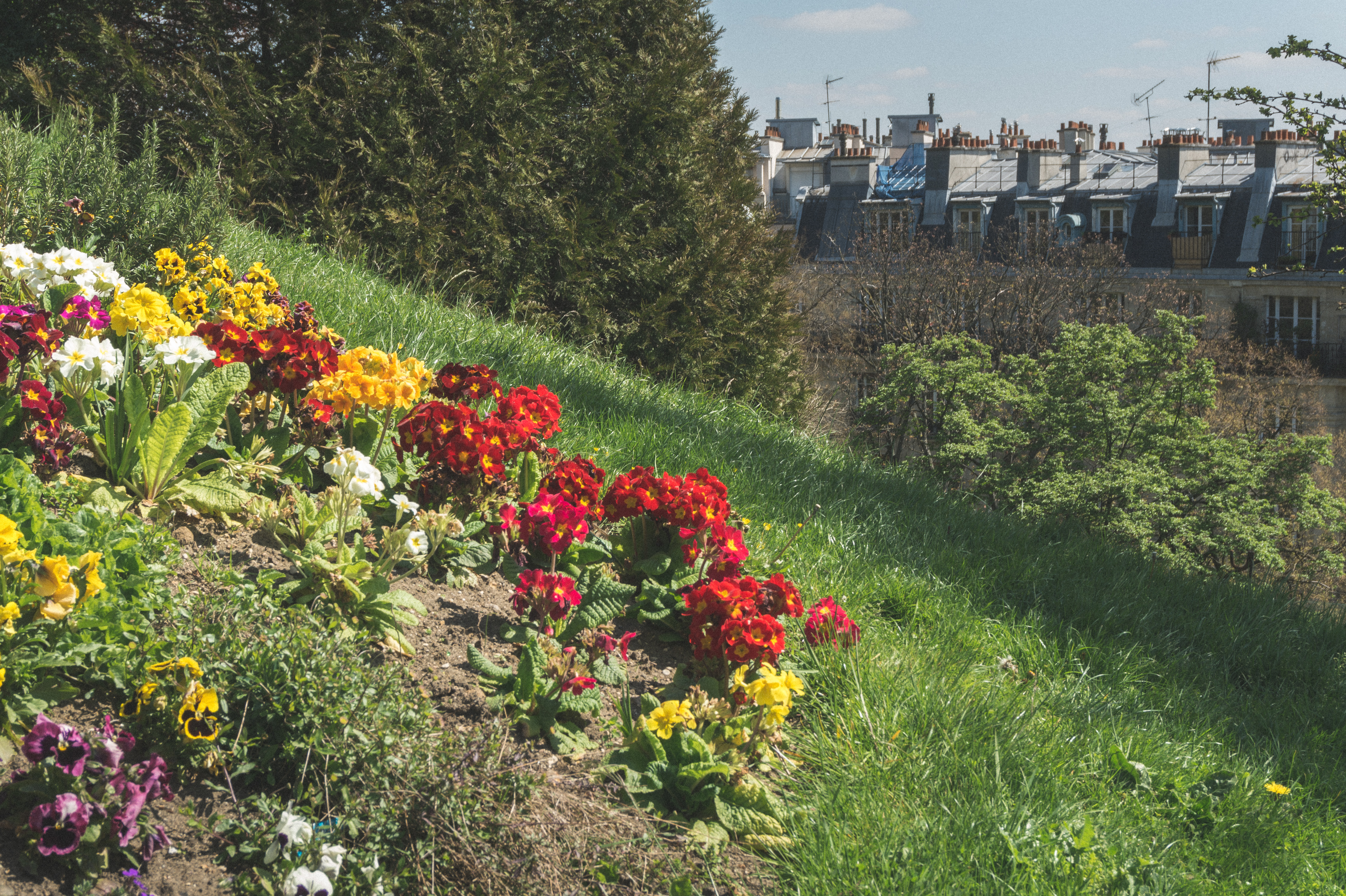
Frühling in Paris